# Arnulf van Leuven
Arnulf van Leuven (Leuven, ca, 1200 - Villers, 1250) was een cisterciënzermonnik, abt en dichter.
Arnulf van Leuven leefde in de Abdij van Villers in Brabant, waarvan hij sinds 1240 abt was. Hij is de dichter van de cyclus Salve Mundi salutare, ook wel oratio rhythmica genaamd, een reeks van lijdensgedichten, die elk een lichaamsdeel van Jezus bemediteren: voeten, knieën, handen, lendenen, borst, hart en hoofd. Enkele strofen van deze - Latijnse - teksten werden door Dietrich Buxtehude op muziek gezet in zijn Membra Jesu nostri (Lichaamsdelen van Onze Heer Jezus Christus). 
Het laatste gedicht uit de cyclus, Salve caput cruentatum, was de inspiratie voor het lied O Haupt voll Blut und Wunden van Paul Gerhardt, een lied dat zeer bekend is geworden omdat Johann Sebastian Bach het als koraal in diens Matthäuspassion gebruikte. 
De cyclus werd lange tijd abusievelijk toegeschreven aan Bernardus van Clairvaux. 

## Weblinks
- Tekst van de oratio rhythmica (Latijn - Migne) en Latijn-Duits (Paul Gerhardt)